# Polizeiruf 110: Die Maske
Die Maske ist ein deutscher Kriminalfilm von Helmut Krätzig aus dem Jahr 1972. Der Fernsehfilm erschien als 3. Folge der Filmreihe Polizeiruf 110.

## Handlung
Faschingszeit. Mitten im bunten Treiben ertönt das Warnsignal eines Einsatzwagens der Volkspolizei. Im Fond sitzen Oberleutnant Peter Fuchs und Leutnant Vera Arndt von der Kriminalpolizei. Die ersten Feststellungen am Einsatzort ergeben: Kassenraub in einem Fachgeschäft für Rundfunk und Fernsehen. Der Geschäftsführer liegt lebensgefährlich verletzt am Boden. Wer ist der Täter? Oberleutnant Peter Fuchs und Leutnant Vera Arndt stehen vor einer komplizierten Aufgabe. Nur mit äußerster Sorgfalt und psychologischem Einfühlungsvermögen gelingt es ihnen, diesen Fall aufzuklären.

## Produktion
Die Maske wurde vom 28. September bis 15. November 1971 unter dem Arbeitstitel … nicht nach den Paragraphen gedreht. Die Kostüme schuf Ruth Karge, die Filmbauten stammen von Christoph Lindemann.

## Ausstrahlung
Der Film erlebte am 30. Januar 1972 auf DFF 1 seine Fernsehpremiere. Es war der jeweils dritte Fall von Oberleutnant Peter Fuchs und Leutnant Vera Arndt.
Der Film wurde bis 1973 drei Mal im DDR-Fernsehen ausgestrahlt. Die deutsche Fassung gilt jedoch inzwischen als verschollen. Es existiert allerdings noch eine in russischer Sprache synchronisierte Version.

## Kritik
„Ab der dritten Folge, Die Maske, ist der Polizeiruf dem Stadium der innerbetrieblichen Bastelarbeit in der Chefdramaturgie ‚Gegenwartsdramatik‘ der Hauptabteilung Dramatische Kunst des DFF entwachsen“, stellte die Kritik rückblickend fest. Dies zeige sich unter anderem darin, dass mit Rudolf Böhm ein erfahrener Autor Drehbuchschreiber des Films wurde. Er hatte „besonders […] in seinen früheren Fernsehspielen […] durch psychologisch sensible Figurenzeichnung überzeugen können, ein Vorzug, den er auch in seine Polizeiruf-Szenarien einbrachte.“